# Зіг
Зіг (нім. Sieg) — річка в Північному Рейн-Вестфалії і Рейнланд-Пфальці, Німеччина, права притока Рейну.
Довжина 153 км, площа басейну близько 2,8 тис. км². Середня витрата води близько 52 м³/с.
Бере початок в горах Ротхар, звідки тече на південний захід до міста Зіген. Далі на захід долина Зіґа утворює кордон між нагір'ям (Bergisches Land) та Вестервальдом. Після цього Зіґ протікає по території, що охороняється, на схід від Бонна.
Минаючи міста Хеннеф і Зігбург, річка впадає в Рейн біля міста Нідеркассель, всього в декількох кілометрах на північ від Бонна.
| Німеччина | Це незавершена стаття з географії Німеччини. Ви можете допомогти проєкту, виправивши або дописавши її. |

| Річка | Це незавершена стаття про річку. Ви можете допомогти проєкту, виправивши або дописавши її. |